# Kellmünz an der Iller
Kellmünz an der Iller è un comune tedesco di 1 352 abitanti, situato nel land della Baviera.